# بارتلسهاگن
بارتلسهاگن (به آلمانی: Bartelshagen II b. Barth) یک منطقهٔ مسکونی در آلمان است که در Saal واقع شده‌است. بارتلسهاگن ۳۸۷ نفر جمعیت دارد.